# Антуан-Жером Балар
Антуан-Жером Балар (фр. Antoine-Jérôme Balard; 30 вересня 1802, Монпельє — 30 березня 1876, Париж) — французький хімік, член Французької академії наук (з 1844 року). Основна область наукових досліджень — неорганічна хімія. Відкрив хімічний елемент бром.

## Життєпис

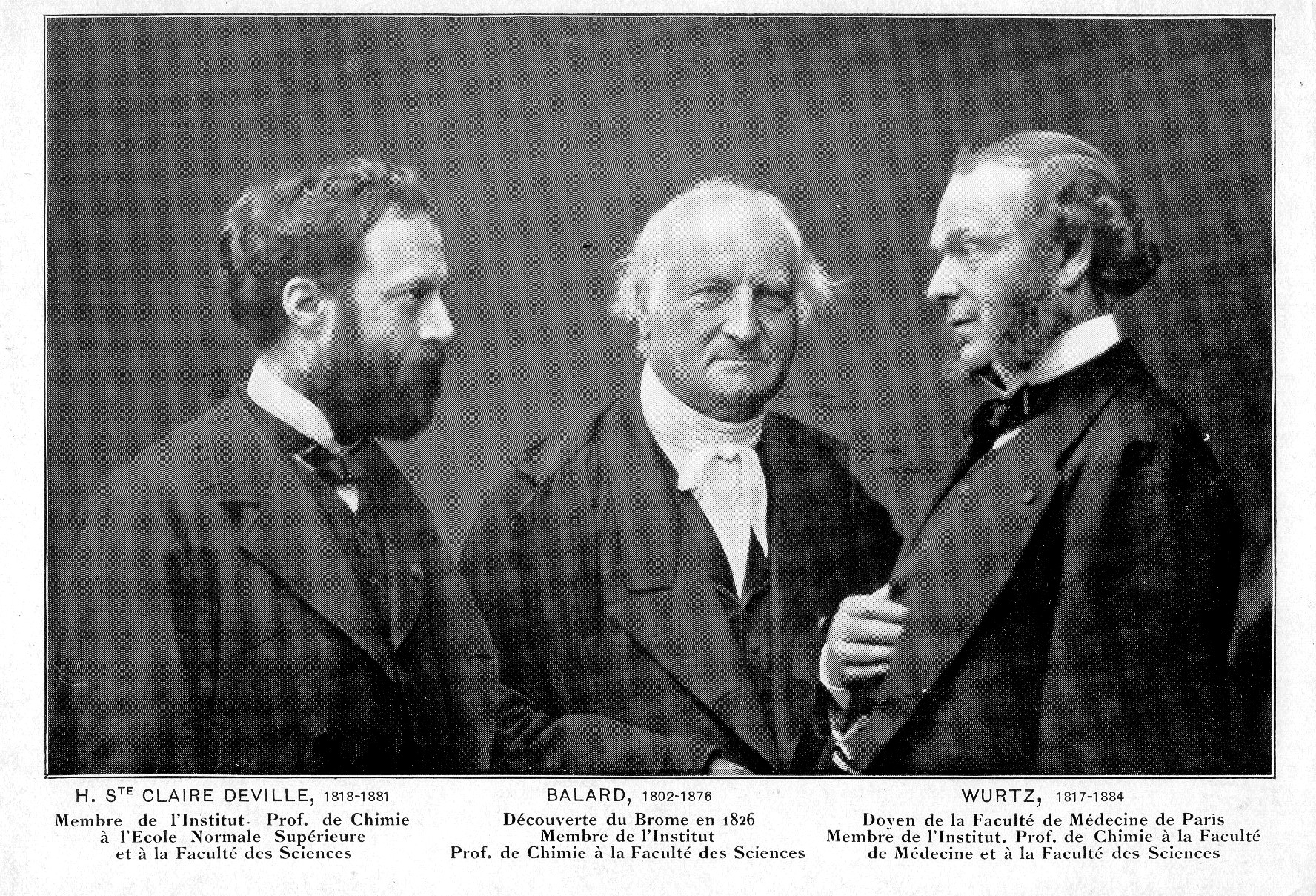
Анрі Етьєн Сент-Клер Девіль, Антуан-Жером Балар та Шарль Адольф Вюрц, 1860 рік

Антуан-Жером Балар народився в Монпельє, Франція. Батько Балара був виноробом.
Навчався у ліцеї Жоффре (тоді Королівський коледж) у Монпельє. Закінчив у 1826 році Фармацевтичну школу в Монпельє і отримав диплом фармацевта 1-го класу. У 1828 році заснував власну аптеку, яку продав у 1838 році.
У 1834—1836 роках викладав в університеті Монпельє, потім у Сорбоні з 1836 по 1845 роки (з 1842 року — професор). Викладав у 1846—1851 роках у Вищій нормальній школі в Парижі, з 1851 року в Колеж де Франс.
Балар, будучи препаратором Фармакологічної школи при університеті Монпельє, вивчаючи розсоли середземноморських соляних промислів, у 1826 році відкрив новий елемент, який назвав «мурід» (від лат. muria — розсіл). Незабаром французький хімік і фізик Гей-Люссак (1778—1850) перейменував його в бром (від грец. βρῶμος — сморід (сморід цапа)). Паралельно з ним бром відкрив німецький хімік Карл Якоб Льовіг (1803—1890).
До відкриття брому Балар був майже не відомий в наукових колах. Французький хімік Шарль Фредерік Жерар сказав: «Це не Балар відкритий бром, а бром відкрив Балара!»
У 1834 році Балар встановив склад жавелевої води та хлорного вапна.
Відкрив світлочутливість броміду срібла. Основною темою його досліджень було знесолення морської води. Його студентами були французькі хіміки Марселен Бертло (1827—1907) та Луї Пастер (1822—1895).
У 1830 році Лондонське королівське товариство нагородило його Королівською медаллю.
У 1862 році був обраний Президентом Французького хімічного товариства.